# François-Étienne Kellermann
François Étienne Kellermann eller de Kellermann, hertig av Valmy, född 7 augusti 1770 i Metz, död 2 juni 1835 i Paris, var en fransk general. 
Kellermann, som var son till marskalken François Christophe Kellermann, var verksam under franska revolutionskrigen och napoleonkrigen. Han blev 1796 adjutant hos Napoleon Bonaparte när denne övertog befälet i Italien. Snart gjorde han sig bemärkt som djärv kavallerianförare, och i spetsen för en kavalleribragd bidrog han i väsentlig mån till segern i slaget vid Marengo 1800.
Under fälttåget 1805 förde han kavalleridivisionen vid Jean-Baptiste Bernadottes armékår, men blev i slaget vid Austerlitz så svårt sårad att han var otjänstbar ända till 1807, då han användes i Portugal. 1808–1810 kämpade han i Spanien. I 1813–1814 års fälttåg utmärkte han sig som chef för 4:e kavallerikåren.
Han slöt sig efter Napoleons fall 1814 till restaurationen, men övergick åter till Napoleon under de hundra dagarna och deltog i spetsen för 3:e kavallerikåren i slaget vid Waterloo. Under de hundra dagarna hade han blivit pär, men uteslöts av Ludvig XVIII ur pärskammaren, där han 1820 åter fick inträda.